# Hellfire Club (Marvel)
De Hellfire Club is een fictieve organisatie uit de strips van Marvel Comics waarvan de Inner Circle een superschurkenteam vormt en een vaste vijand van de X-Men. Het team werd bedacht door Chris Claremont en John Byrne, en maakte zijn debuut in Uncanny X-Men #129 (januari 1980).
De Hellfire Club lijkt voor de meeste mensen gewoon een internationale sociale club voor de rijke elite. Maar schijn bedriegt. De kern van de club, ook wel bekend als de Interne Cirkel (Engels: Inner Circle), bestaat uit mutanten die proberen wereldevenementen te beïnvloeden voor macht. Ze kleden zich in 18e-eeuwse kleding en hebben rangen die vernoemd zijn naar schaakstukken (Zwarte Pion, Witte koningin enz.)
De club is gebaseerd op de echte Hellfire Club, een geheim genootschap uit het 18e-eeuwse Engeland.

## Korte geschiedenis
De Hellfire Club heeft veel beroemde en invloedrijke leden. Lidmaatschap wordt van generatie op generatie doorgegeven, en kan worden verdiend door rijkdom en macht. De club heeft vestigingen in New York, Parijs, Londen en Hongkong. De verschillende takken worden allemaal overkoepeld door de Lord Imperial.
Veel van de rijkste en machtigste zakenmensen uit het Marvel Universum, waaronder Tony Stark en Norman Osborn, hebben het lidmaatschap geërfd of verkregen. En hoewel velen de uitnodiging aannemen enkel en alleen voor het plezier dat de Club biedt, zoeken anderen macht en rijkdom via hun uitnodiging. Het doel van de Hellfire Club is om via politieke en economische invloeden macht te verkrijgen in plaats van via veroveringen en dominantie. Sinds de oprichting is de Hellfire Club betrokken geweest bij oorlogen en aanslagen, zolang deze maar bijdroegen aan de toekomstige plannen van de prominentste leden van de Club.
Wat de meeste leden niet weten is dat de club wordt geregeerd door een Raad van Uitverkorenen (Engels: Council of the Chosen). Deze geheime groep hernoemde zichzelf later de Interne Cirkel, en gebruikte de namen van schaakstukken als titels. Oorspronkelijk bestond de Interne Cirkel uit gewone mensen. Maar langzaam werd de Cirkel geïnfiltreerd en overgenomen door mutanten met verschillende vaardigheden.
De Hellfire Club kwam voor het eerst in aanraking met de X-Men toen agenten van de Club verschillende X-men ontvoerden en Phoenix in hun macht kregen. Hoewel de X-men de plannen van de Hellfire Club wisten te onthullen, zorgde de invloed van de Club ervoor dat Phoenix de Dark Phoenix werd.
Ze werden uiteindelijk verslagen en Phoenix keerde weer terug naar haar Jean Grey persoonlijkheid. De invloedrijke organisatie ging ondanks deze nederlaag echter gewoon door met hun plannen.

## Samenstellingen van de Interne Cirkel
De constante intriges, chantage en politieke gebeurtenissen die de Hellfire Club treffen maken dat de Interne Cirkel vaak van samenstelling veranderd. Elke tak van de Hellfire Club heeft zijn eigen Interne Cirkel. Alle takken van de Hellfire Club worden geregeerd door de Lord Imperial.

### Raad van Uitverkorenen
De originele Interne Cirkel voor de overname door Sebastian Shaw en Emma Frost:
- Ned Buckman: Witte Koning (Witte Koning)
- Paris Seville: Witte Koningin (Witte Koningin)
- Sebastian Shaw: Zwarte Loper (Zwarte Loper)

### De Lords Cardinal
Shaw hernoemde de Raad van Uitverkorenen als de “Lords Cardinal” na zijn overname van de New Yorkse tak.
- Sebastian Shaw: Zwarte Koning
- Emma Frost: Witte Koningin
- Donald Pierce: Witte Loper
- Phoenix: Zwarte Koningin
- Harry Leland: Zwarte Loper
- Jason Wyngarde: aspirant-lid (geweigerd)
- Tessa: Shaws persoonlijke assistente.

Na de “Dark Phoenix Saga” was de titel van Zwarte Koningin weer vacant. De nieuwe Leden werden:
- Selene: Zwarte Koningin
- Emmanuel DaCosta: Witte Toren
- Friedrich Von Roehm: Zwarte Toren
- Magneto: Witte Koning, samen met Storm. Later Grijze Koning
- Storm: Witte Koningin, samen met Magneto.

### Shinobi Shaws Interne Cirkel
Toen hij aannam dat zijn vader was omgekomen, nam Shinobi Shaw tijdelijk de New Yorkse tak van de HellFire Club over. Hij bood onder andere Archangel en Storm lidmaatschap voor zijn Interne Cirkel aan, maar die weigerden. Zijn Interne Cirkel bestond uit:
- Shinobi Shaw: Zwarte Koning
- Benedict Kine: Witte Koning
- Benazir Kaur: Zwarte Koningin?
- Reeva Payge: Witte Koningin?

- Candra: Helper
- Cordelia Frost:

De titels van Payge en Kaur zijn niet bevestigd. Toen Cordelia Frost lid wilde worden, gaf Shinobi aan dat de titel van Witte Koningin als bezet was.
Deze versie van de Interne Cirkel werd al snel vergeten.

### De Londense tak
De Interne Cirkel van de Londense tak van de Club opereerde parallel aan Shinobi’s Interne Cirkel. In plaats van “Zwarte” en “Witte”, zijn de titels van de Londense Tak “Rode” en “Zwarte”.
- Ms. Steed (AoA's Damask): Zwarte Koningin
- Margali Szardos: Rode Koningin
- Scribe (possessed by Mountjoy): Rode Toren
- Zwarte Koning (Naam onbekend)
- Rode Koning (Naam onbekend)
- Brian Braddock: Zwarte Loper
- Rode Loper (Naam onbekend)

Brian Braddocks lidmaatschap was enkel omdat Shinobi informatie wilde over de activiteiten van de Londense tak, en Brian daarom aanspoorde lid te worden.

### Shaws Tweede Cirkel
Sebastian Shaw bleek uiteindelijk nog te leven, en nam weer controle over de Hellfire Club. Zijn tweede Interne Cirkel bestond uit:
- Sebastian Shaw: Zwarte Koning
- Selene: Zwarte Koningin
- Madelyne Pryor of Koningin Jean: Zwarte Toren
- Trevor Fitzroy: Witte Toren
- Donald Pierce: Aspirant-lid voor Witte Loper
- Tessa: Shaws persoonlijke helper
- Ella: Selenes persoonlijke dienaar
- Holocaust: Afgevaardigde
- Miss Hoo: Afgevaardigde

### Selenes Hellfire
Met Pierce uit de Club gezet, Madelyne uit de weg en zowel Shaw als Fitzroy met pensioen, hervormde Selene de Interne Cirkel als reflectie van haar eigen kwaadaardige aard. Haar regering over de club was maar van korte duur:
- Selene: Zwarte Koningin
- Blackheart: Zwarte Koning
- Daimon Hellstrom: Witte Koning
- Sunspot: Zwarte Toren

Rond deze tijd dook Adrienne Frost op in Generation X, en claimde de Witte Koningin titel voor haarzelf. Haar krachten sloten echter niet aan bij Selenes nieuwe “demonen, vuur en hellesteen” thema.
Na Selenes nederlaag bleef Hellstrom de Witte Koning. Hoewel hij niet meer verscheen als lid, is er na hem geen nieuwe Witte Koning meer geweest.
In Grant Morrisons “New X-Men”, werd onthuld dat Shaw weer de macht in handen had, hoewel de New Yorkse tak van de Club blijkbaar in een stripclub is veranderd. In Deadly Genesis bleek dat de stripclub eigendom was van de Hellfire Club. In elk geval sinds Emma Frosts lidmaatschap.

### De vijfde Interne Cirkel
Nadat Sir Gordon Phillips stierf aan het Legacy Virus, werd Shaw de nieuwe Lord Imperial en kreeg zo controle over de gehele Hellfire Club. Hoewel hij beweert dat hij de Club wil hervormen, zijn z’n motieven wederom niet wat ze lijken.
- Sebastian Shaw: Lord Imperial
- Sunspot: Zwarte Koning, later Lord Imperial.
- Courtney Ross (eigenlijk Sat-yr-9): Witte Koningin
- Viper: Krijger Witte Princes
- Tessa/Sage: Shaws persoonlijke assistant, Sunspots persoonlijke adviseur.
- Selene: Zwarte Koningin
- Rode Lotus: Vertegenwoordiger

Gedurende een confrontatie tussen Sat-yr-9 en Emma Frost werd duidelijk dat Emma nooit haar lidmaatschap had opgezegd, en nog steeds de Witte Koningin titel bezat. Ze verloor die titel uiteindelijk aan Sat-yr-9, maar bleef wel lid.

### De denkbeeldige Interne Cirkel
Deze versie van de Interne Cirkel verscheen in Joss Whedons “Astonishing X-Men”. Later bleek echter dat dit slechts een hallucinatie van Emma Frost was, opgeroepen door Cassandra Nova in een poging zichzelf te bevrijden:
- Perfection/Witte Koningin
- Sebastian Shaw
- Cassandra Nova
- Negasonic Teenage Warhead
- Emma Frost

## Andere leden

### Lords Imperial
De Lord Imperial is geen lid van een van de Interne Cirkels van welke tak van de Hellfire Club dan ook. De Lord Imperial is de ware leider van de Hellfire Club, die toezicht houdt op alle afzonderlijke takken wereldwijd. Maar weinig individuen hebben deze titel gedragen:
- Sir Gordon Phillips
- Elias Bogan
- Sebastian Shaw
- Sunspot

### Leden buiten de Interne Cirkel
De volgende personages zijn leden van de Hellfire Club, maar zijn nooit lid geweest van de Interne Cirkel van hun club. Hun lidmaatschap erfden ze van hun voorouders of ouders, of verkregen ze via een persoonlijke uitnodiging van de Koning van de Interne Cirkel.
- Lourdes Chantel
- Warren Worthington III – erfde het lidmaatschap van zijn vader
- Warren Worthington Jr. – uitgenodigd door Ned Buckman
- Howard Stark – Uitgenodigd door Ned Buckman
- Anthony Stark – geërfd van zijn vader
- Norman Osborn
- Sir James Braddock Senior - uitgenodigd door Ned Buckman
- James Braddock Jr - geërfd.
- Elisabeth Braddock - geërfd
- Bianca LeNeige
- Dwayne Taylor
- Vance Astrovik
- Ronald Parvenue
- Berhard Van Ostamgen
- Oliver Ryland
- De Queenmaker
- Lady Jacqueline Falsworth-Crichton.

### Voormalige leden
- Philadelphia, 1780/81: Sir Patrick Clemens (Koning title), Lady Diana Knight (Koningin title), Lady Grey (Koningin title), Elizabeth Shaw-Worthington, Major General Wallace Worthington, Commander Clinton

- Londen, 1859: Lord Braddock, Mr. Shaw (Sebastian Shaw's great-grandfather and Cornelius Shaw's father)

- Boston, 1872/74: Anton Pierce (Member of the Inner Circle)

- Londen, 1915: Brigadier-General Cornelius Shaw, Sir Harry Manners, Waltham Pierce

### Bewakers en staf
- Bewakers: Wade Cole, Angelo Macon, Murray Reese, Randall Chase, Richard Salmons, Chet Andrews, Cannonball
- Benedict Kine's Ivory Knights
- Shinobi Shaw's Ebon Knights
- Dienaren: Sharon Kelly, Rutledge (Londense Tak).

## Opheffing in de geheime hiërarchie
Hoewel de Interne Cirkel een geheim genootschap is, zijn er een aantal karakters die toegang hebben tot de Cirkel hoewel ze geen officiële titel dragen. Mastermind was lange tijd een actief lid van de club en werkte ook samen met de Interne Cirkel. Tessa, later bekend als de X-Man Sage, was een adviseur van Shaw en Sunspot. Archangel en Iron Man zijn eveneens leden van de club, maar bezoeken deze maar zelden en zijn ook niet op de hoogte van de plannen van de Interne Cirkel.
Magneto nam tijdelijk de titel “Grijze Koning” aan nadat Sebastian Shaw uit de Interne Cirkel was weggestemd. Waarom hij zijn titel later opgaf is niet bekend, maar waarschijnlijk sloten zijn plannen niet aan bij die van de Club. Gedurende Shinobi Shaws heerschappij over de New Yorkse tak van de Club, werkte de Londense tak achter hun rug om aan heel andere plannen. Daarom liet Shinobi Captain Britain infiltreren in de Interne Cirkel van de Londense Club.
Gedurende Grant Morrisons stripserie “New X-Men” werd de New Yorkse tak van de Hellfire Club veranderd in een stripclub waar iedereen welkom was, zelfs Sabretooth.

## Ultimate Hellfire
De Hellfire Club uit het Ultimate Marvel universum staat onder leiding van Sebastian Shaw, en heeft een Interne Cirkel van zeer rijke zakenmannen die geloven in een “Phoenix God”. Ze geloofden dat deze god was herboren in het lichaam van Jean Grey, en financierden in het geheim Charles Xavier om haar te genezen tot de tijd rijp was. Jean draaide echter door, stal de toegangscodes van de bankrekening van de Club en wiste de geheugens van de leden. Als de Hellfire Club verdergaat met zijn activiteiten, zal dat waarschijnlijk zonder Interne Cirkel zijn.

## In andere media
De Hellfire Club verscheen gedurende de “Dark Phoenix Saga” in de X-Men animatieserie, maar werd hier de Inner Circle Club genoemd. Deze naamsverandering is waarschijnlijk vanwege de negatieve klank van het woord “Hellfire” (Hellevuur). De afleveringen toonden de originele leden van de Interne Cirkel: Sebastian Shaw, Jason Wyngarde, Emma Frost, Donald Pierce en Harry Leland. Net als in de strips was de Hellfire Club verantwoordelijk voor het loslaten van de Dark Phoenix.
De Hellfire Club vormt de voornaamste groep van antagonisten in de film X-Men: First Class.